# Liste des épisodes de Mon copain de classe est un singe
Cet article recense les titres français des épisodes de Mon copain de classe est un singe diffusées sur Cartoon Network et, entre parenthèses, les titres originaux.

## Saison 1, 2005-2006
1. Le Jour de la piqûre / On teste les animaux (Inoculation Day / Animal Testing)
2. Quel match / Ding Dang le panda (Lyon of Scrimmage / Bad News Bear)
3. Bouffe qui peut / Matte le primatte (Chew on This / The 'A' Word)
4. Requin Malin / Adam de la jungle (Shark Attack / Me Adam, You Jake)
5. On change de peau / Admirez, ça brille (The Sheds / Shiny Thing)
6. Amazon Kevin / Asticots à vendre (Amazon Kevin / Grub Dive)
7. La loi des couloirs / Drôle de singe (Law and Odor / Yesterday's Funny Monkey)
8. L'épouvantable habitant du sous-sol / La journée de la science (It's the Scary Old Custodian, Adam Lyon / My Science Project)
9. L'amour en lourd / Documenteur (Two Tons of Fun / Docu-Trauma)
10. La fête au singe / Le koala qui est là (Supplies Party / She's Koala That)
11. Votez pour moi / Les malheurs de Jack (Political Animals / Guano in 60 Seconds)
12. Une bulle pour deux / Le (RDV) d'Adam (Bubble or Nothing / Up All Night)
13. Le bal de l'école? (Kerry to Dance?)

## Saison 2, 2006-2007
1. Le Jeu de Rôle / Le teste d'orientation (Le Switcheroo / I've Got A New Aptitude)
2. Pinpon Ponpon / Basique Jack (Cheer Pressure / Basic Jake)
3. Les temps changent / Les cools (The Times, They Are Exchangin' / Cool Kids)
4. Henry en rit / La moustache à poils (Disregarding Henry / Nice Moustache)
5. Un article qui fait mal / M. Wolverine (The Poop Scoop / Leaf of Absence)
6. Belle Rhino / Poisson magique  (I Fear Pretties / Magic Fish)
7. Fier de mon œuf / Double Jack  (Ain't Too Proud to Egg / The Two Jakes)
8. Jack s'amuse / L'amour de Lupe (Jake's Day Off / Lupe in Love)
9. Fou d'fête / Adam vu d'en haut (Carny Crazy / Up and Adam)
10. La spéciale action de grâces (Have Yourself a Stinky Little Animas)
11. Note pour note / Tais-toi, tuteur (Making the Grade / One Lump or Tutor)
12. Deux champions valent mieux qu'un / Teddy Truman (Pranks for the Memories / Talking Teddy)
13. Uniformité / Les pantalons de l'espace (Uniformity / Pants in Space )

## Saison 3, 2007
1. Mala-a-adeuh / Les Calinou-Mimis (Sick Day / The Cuddlemuffins)
2. La Mafia des Intellos / Mi-singe, mi-sirène (The Spiffanos / The Little Mermonkey)
3. Boucan de toucans / Rite d'acolytes (Diplomatic Insanity / Sidekicked)
4. Gorille à filles / Le Prince et le Since (Gorilla of My Dreams / The Prince & The Pooper)
5. Ornithorynque en vadrouil (That Darn Platypus)
6. Orgueil de Grenouille / Bonjour, le Royaume-Uni (Pride and Pixiefrog / The Morning Zoo)
7. Gare au Gorille / Jack Roméo (Flesh Fur Fantasy / Substitute Sweetheart)
8. Collège Nocturne / La Solution Citronelle (Don't Noc It 'Til You Try It / The Citronella Solution)
9. L'ami mangouste / Le Psy-Cool (Mongoosed / Mellow Fellows)
10. Garde tes histoire pour toi, lama / Les Aventures de M. Cornet et de Ted Pique-Bœuf (Save the Drama for Your Llama / Hornbill and Ted's Bogus Journey)
11. Sur la ligne de guépard / Chaud devant (Lie, Cheetah, Steal / An Inconvenient Goof)
12. Titre français inconnu (The Frog Principal / Meet the Spidermonkeys)
13. Jack s'affaissent / Soupe de requins (The Butt of the Jake / Shark Fin Soupy)

## Saison 4, 2007-2008
1. Hyène qui rit hyène qui pleure / Oh Henry (The Hyena and the Mighty / Oh Henry)
2. Titres français inconnus (My Feral Lyon / A Mid Semester Life's Dream)
3. Titre français inconnu / Robot Grenouille 3000 (The Ivy League / Robo Frog 3000)
4. Windsor La grande star / La nouvelle Ingrid est arrivé (The Notorious Windsor Gorilla / Ingrid Through the Out Door)
5. Titres français inconnu (Glazed and Confused)
6. Titres français inconnus (Hygiene Hijinks / Mandrill of the House)
7. Titres français inconnus (Synch or Swim / Lyon's Anatomy)
8. Titre français inconnu / Jack le bigleux (Human Behavior / Four Eyed Jake)
9. Où sont les parents d'Adam? / Titre français inconnu (Where in the World Are Adam's Parents? / Mountain Dude)
10. Un garçon très spécial / Les rois des tables de multiplication (A Very Special Boy / Knights of the Multiplication Table)
11. Titre français inconnu / Le lion solitaire (Wild Thing / Lonely Lyon)
12. La vie du Zoo (A Whole Zoo World)